# 東北民放テレビ六社会
東北民放テレビ六社会（とうほくみんぽうテレビろくしゃかい）は、東北地方6県の旧VHF民放テレビ局6社で構成する共同制作機構。加盟局はすべて東北各県で最初に開局したテレビ局で構成されている。
現在は「全東北民謡選手権大会」を毎年持ち回りで開催・制作している。

## 加盟する放送局
- 青森県 - RAB 青森放送　日本テレビ（NNN・NNS）系列　※1975年3月31日から1991年9月までは、テレビ朝日とのクロスネット局
- 岩手県 - IBC アイビーシー岩手放送　TBSテレビ（JNN）系列
- 宮城県 - TBC 東北放送　TBSテレビ（JNN）系列
- 秋田県 - ABS 秋田放送　日本テレビ（NNN・NNS）系列
- 山形県 - YBC 山形放送　日本テレビ（NNN・NNS）系列　※1980年4月から1993年3月までは、テレビ朝日とのクロスネット局
- 福島県 - FTV 福島テレビ　フジテレビ（FNN・FNS）系列　※1970年5月までは日本テレビ系列局（NNNニュースの放送は同年9月まで）、同年6月から9月まではTBSテレビ系列単独加盟局、1983年9月までは、TBSテレビとのクロスネット局（JNN加盟・FNN非加盟は1983年3月まで）

## 備考
発足当初は「六社会」ではなく、現在の加盟局に仙台放送（FNN・FNS）を加えた「七社会」であったが、仙台放送は1977年に退会し、現在の「六社会」となった。